# Agrias pseudoporphyrionis
Agrias pseudoporphyrionis är en fjärilsart som beskrevs av Le Moult 1926. Agrias pseudoporphyrionis ingår i släktet Agrias och familjen praktfjärilar. Inga underarter finns listade i Catalogue of Life.